# Jan Mayen
Jan Mayen is een Noors vulkanisch eiland in de Noordelijke IJszee. Het eiland bestaat uit twee delen, verbonden door een smalle landtong. Het is gedeeltelijk bedekt met gletsjers. De vegetatie bestaat uit eenvoudige toendraplanten.

## Geografie
Het eiland ligt 600 km noordoostelijk van IJsland tussen Groenland en het noorden van Noorwegen (71°N / 8°W). Het is 373 km² groot, 54 kilometer lang en 2,5 tot 15 kilometer breed. Jan Mayen ligt ingesloten tussen twee zeeën. In het noordwesten is dit de Groenlandzee en in het zuidoosten de Noorse Zee.
Het hoogste punt van het eiland, de vulkaan Beerenberg, is 2.277 meter hoog. Deze vulkaan was eeuwenlang in rust, maar werd in 1970 weer actief. Bij die gelegenheid groeide het eiland met 3 vierkante kilometer. In 1985 volgde nogmaals een uitbarsting. De vulkaan is tot bedaren gekomen en men vindt er enkel wat rokende fumarolen. De Beerenberg is de meest noordelijke werkende vulkaan ter wereld. Dit is tevens een van de hoogste bergtoppen van Noorwegen.
Het eiland heeft geen exploiteerbare natuurlijke bronnen en wordt niet permanent bewoond. Het heeft een ongeplaveide landingsstrip met een lengte van 1585 meter.
De 124,1 kilometer lange kustlijn heeft geen havens, hooguit enkele ankerplaatsen.

## Bewoning
Het eiland wordt bewoond door personeel van een weerstation en van twee navigatie-referentiestations, één voor EGNOS en één voor Galileo. Vroeger was er ook een LORAN-C radiozender, maar die werd uit dienst genomen en verwijderd. Jan Mayen kent dus geen echte inwoners maar heeft vanwege de statistische benoeming in ISO 3166-1 van Spitsbergen en Jan Mayen als één geheel wel samen met Spitsbergen een eigen internetdomein-landcode (.sj) en landcode (JN).

## Bestuur
Het eiland behoort toe aan Noorwegen. Vanwege het grote belang van de weerrapporten van Jan Mayen voor de weersvoorspelling in Noorwegen werd het eiland in 1922 geannexeerd door Noorwegen. Bij Koninklijk Besluit van 8 mei 1929 werd het eiland onder Noorse soevereiniteit geplaatst en op 27 februari 1930 werd het officieel tot onderdeel van het Koninkrijk Noorwegen uitgeroepen.
Tot 1994 werd Jan Mayen bestuurd door een gouverneur (sysselmann) die in Longyearbyen op Spitsbergen woonde. Vanaf augustus 1994 wordt Jan Mayen bestuurd door de statsforvalter van de Noorse provincie Nordland.

## Ontdekking
Sommige historici geloven dat de Ierse monnik Brandaan, die bekendstond als kundig zeevaarder, op een van zijn reizen in de zesde eeuw dicht in de buurt is gekomen van het eiland. In zijn verslag noemde hij een zwart eiland dat in brand stond en waar een vreselijk lawaai heerste. Volgens hem had hij de ingang van de hel gevonden.

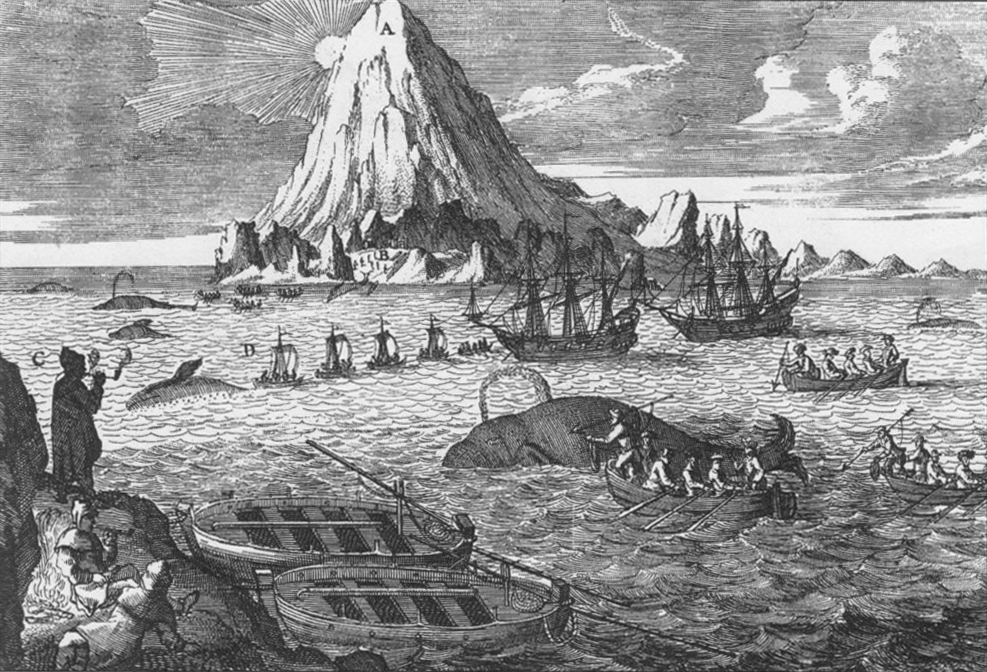
Gravure uit de 18e eeuw met Nederlandse walvisvaarders jagend op Groenlandse walvissen bij Jan Mayen. Op de achtergrond is de Beerenberg te zien.

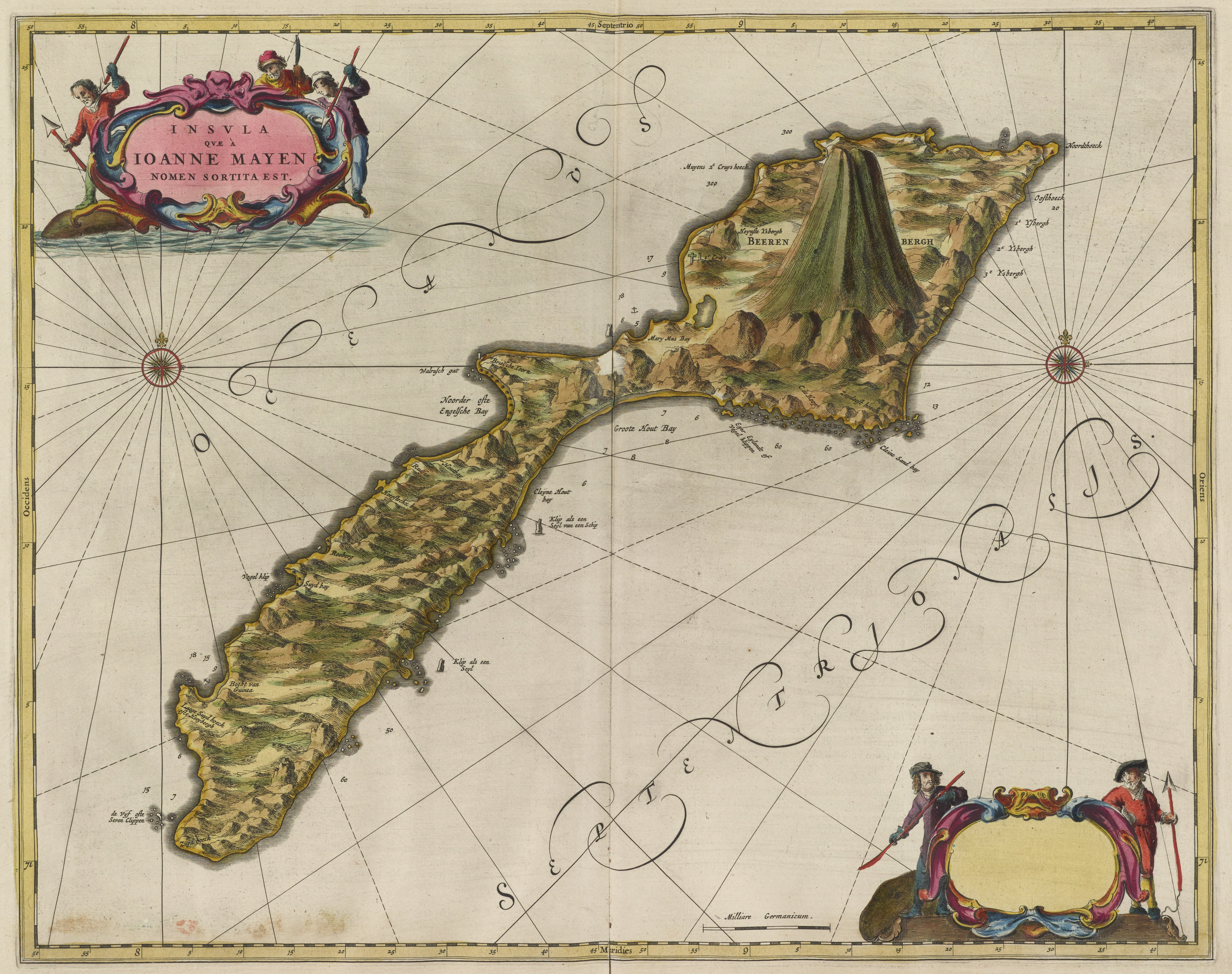
Kaart van Jan Mayen door Willem Blaeu, 1655.

Van de Vikingen wordt aangenomen dat ze op de hoogte waren van het bestaan van het eiland, dat ze misschien Svalbard ('koude kust') hebben genoemd. De kennis van het eiland ging waarschijnlijk verloren met de verdwijning van de Groenlandse kolonies in de 14de eeuw.
De 17e-eeuwse walvisvaarder Thomas Edge beweerde, mogelijk vanwege de rivaliteit tussen Engelse en Nederlandse walvisvaarders, dat het eiland was herontdekt door William [sic] Hudson in 1608, tijdens een zoektocht naar een noordoostpassage naar Indië, maar hier is verder geen enkel bewijs voor.
De eerste bevestigde herontdekking van het eiland vond plaats in de zomer van 1614, toen de Nederlanders Jan Janszoon Kerckhof en Jan Jacobsz. May van Schellinkhout het eiland achter elkaar bezochten. Het eiland werd door Willem Blaeu naar de laatstgenoemde voor het eerst Jan Mayen-eiland genoemd in zijn befaamde Zeespiegel-atlas uit 1620.

## Nederzettingen op het eiland
De Hollandse walvisvaarders bouwden er in de 17e eeuw verscheidene traankokerijen en andere gebouwen. Op het hoogtepunt van de walvisvangst bevonden zich in de zomer meer dan 1000 mensen op het eiland. Er werden fortificaties aangelegd om plunderingen te voorkomen. In 1633 voer Michiel Adriaenszoon de Ruyter als stuurman op de “Groene Leeuw” onder kapitein Jochem Jansen uit Vlissingen in 21 dagen naar het eiland. Er werden dat seizoen ongeveer 25 walvissen gevangen. De Noordsche Compagnie, in 1614 opgericht, besloot dat jaar een groep mannen op het eiland te laten overwinteren om de gebouwen en andere bezittingen te beschermen tegen plundering door rivaliserende (Baskische) walvisvaarders. Een groep van 7 man onder leiding van kapitein Outger Jacobsz. van Grootebroek verbleef gedurende de winter 1633/34 onder erbarmelijke omstandigheden op het eiland. Uiteindelijk stierven zij allen aan scheurbuik en andere ontberingen. In 1930 heeft de Nederlandse regering een gedenksteen op het eiland laten plaatsen ter nagedachtenis aan deze dramatisch verlopen overwintering.
Als gevolg van de jacht stierf de Groenlandse walvis bijna uit, en de vangst rond Jan Mayen eindigde tussen 1640 en 1650. Het eiland werd verlaten. De volgende 230 jaar werd het slechts incidenteel aangedaan door voorbijvarende schepen.
Gedurende het eerste Internationale Pooljaar in 1882/1883 vestigde een Oostenrijks-Hongaarse expeditie zich op het eiland. Deze bleef een heel jaar en deed uitgebreid onderzoek. De door deze expeditie gemaakte kaart werd tot in de jaren vijftig gebruikt.
Vanaf het begin van de twintigste eeuw begonnen Noorse jagers de winter door te brengen op het eiland. Hun voornaamste prooi bestond uit vossen en af en toe een ijsbeer. Overbejaging zorgde ervoor dat de vossenpopulatie snel terugliep. Tezamen met de barre omstandigheden leidde dit er toe dat de jacht in de jaren twintig werd beëindigd.
De officiële bemoeienis door Noorwegen begon in 1921 toen er een weerstation op het eiland werd gevestigd.
Weerrapporten van Jan Mayen zijn belangrijk voor de weersvoorspelling in Noorwegen en daarom werd het eiland in 1922 geannexeerd door Noorwegen.
Het eiland werd niet bezet tijdens de Tweede Wereldoorlog. In 1940 werd het weerstation door de bemanning verbrand en werd het eiland verlaten. Het jaar daarop kwam men terug, samen met een contingent Noorse soldaten.
Het weerstation werd weer in gebruik genomen. Het bleef gedurende de gehele oorlog in bedrijf, ondanks veelvuldige luchtaanvallen door Duitsers. Daarbij stortten twee Duitse vliegtuigen neer op het eiland.
Een Duitse viermotorige bommenwerper (FW Condor) met negen bemanningsleden vloog in 1942 tegen een berg vlak bij het garnizoen. In 1950 vond een groep Britse geologen het wrak van een ander Duits toestel met vier bemanningsleden aan de zuidwest-kant van het eiland. In 1959 werden de resten van al deze bemanningen begraven op een oorlogsbegraafplaats in Narvik.
In 1943 kregen de Verenigde Staten toestemming een radio-locatiestation te vestigen op het eiland. Het werd geplaatst aan de noordkant en werd Atlantic City genoemd. Voornaamste taak was het lokaliseren van geheime Duitse weer- en radiostations op Groenland.
Vandaag de dag worden er door Noorwegen nog steeds 250 walvissen per jaar geschoten rond Jan Mayen, als onderdeel van zijn zelf bepaald jaarlijks quotum van 1286 dwergvinvissen.